# Спортска арена ПАОК
Спортска арена ПАОК (грч. Κλειστό γήπεδο ΠΑΟΚ) је затворена арена која се налази у Пилаји и у њој се налазе одељења за мушку кошарку, женску кошарку, мушку одбојку и женску одбојку мултиспортског клуба ПАОК.
Спортска арена ПАОК је највећа приватна арена у Грчкој. Отворен је 2000., а исте године био је домаћин финал-фора Евролиге и Купа Грчке. Изграђен је на земљишту које је поклонио Јоанис Дедеоглу, за који ПАОКБЦ одржава годишњи турнир у његову част. Има 8.142  седишта и 502 паркинг места.
Одбојкашко одељење ПАОК-а је морало да сачека 2002. да би почело да користи арену. У арени се налазе и тренинг центар, канцеларије клубова, продавнице и музеј посвећен кошаркашком клубу ПАОК. Арена је реновирана 2016. 
Већина људи арену обично назива „Палатаки“ (грч. "Παλατάκι", што значи "мала палата"), због своје удобности и модерне градње.

## Правци до стадиона
Арена се налази у југоисточном Солуну, у општини Пилаја, 7 км од центра града и око 1 км од међународног аеродрома у Солуну. А у близини арене, налазиће се метро станицом. 

## Изградња
КК ПАОК је морао да чека 10 година од постављања темеља арене (18. марта 1990.) и 12 година од тренутка када је Јоанис Дедеоглу поклонио земљиште (17. јуна 1988.), док спортска арена није завршена.
Јоанис и његов брат Танасис Дедеоглу први су почели да размишљају о новој великој европској спортској арени у Солуну 1991., поклонивши земљиште ПАОК-у. Предлог да се Фајнал фор Евролиге 2000. угости у новој арени, повећао је мотивацију да се стадион заврши. ФИБА Европа је прихватила понуду и изградња је завршена у року. Стадион је такође био домаћин, раније те године, Фајнал-фора Купа Грчке 2000., као првог великог догађаја.

## Одржани догађаји

### Први турнир Јоанис Дедеоглу
Први турнир је одржан 2004., а такмичиле су се четири екипе. То су били КК Хемофарм, КК Панатинаикос, КК ПАОК и КК Улкер. Прве утакмице одиграле су се 24. септембра 2004. у којима је Панатинаикос победио Хемофарм резултатом 83–79, док је ПАОК победио Улкера резултатом 77–57. Већ следећег дана одиграли су се Хемофарм против Улкера и ПАОК против Панатинаикоса, где је одлучено ко ће освојити коначне позиције. Хемофарм је победио Улкер резултатом 84–74 за треће место, а ПАОК је у тесној утакмици победио Панатинаикос резултатом 79–76 за прво место.

### Други турнир Јоанис Дедеоглу
Други турнир је одржан у септембру 2005. Учествовале су екипе АЕК, Барселона, Црвена звезда и ПАОК. Првог дана турнира навијачи су имали прилику да виде грчки дерби између ПАОК-а и АЕК-а, који је ПАОК добио резултатом 77–72. Следећа утакмица дана одиграла се између Барселоне и Црвене звезде, у којој је Барселона победила резултатом 77–67. Следећег дана, АЕК је играо против Црвене звезде и изгубио 54-75. Финале је било прави празник за очи, пошто је оба тима била изједначена са 87 поена; била је то сјајна утакмица, у којој је Барселона на крају победила ПАОК, у продужетку, резултатом 102–101.

### Фајнал фор Евролиге 2000.
Спортска арена ПАОК била је домаћин Фајнал фора Евролиге 2000.

#### Полуфинале
- Панатиникос – Ефес 81–71
- Макаби – Барселона 65–51

#### Игра за треће место
Барселона – Ефес 69–75

#### Финале
- Панатинаикос – Макаби 73–67

### Фајнал-фор ЦЕВ Лиге шампиона
Спортска арена ПАОК била је домаћин Фајнал-фора ЦЕВ Лиге шампиона 2004/05, који се одржао од 26. и 27. марта 2005.

### Концерти
У арени се такође одржава низ концерата. Извођачи који су наступали у арени су Pet Shop Boys, A-ha и Сакис Рувас. 18. септембра 2010. The Prodigy је наступио у арени, уз присуство од 10.000 људи. Штавише, 27. октобра 2019. продат је концерт Енрикеа Иглесијаса.  26. јуна 2023. грчка поп звезда Елени Фуреира наступила је у арени, уз присуство од 12.000 људи. 